# Aporophoba subaustralis
Aporophoba subaustralis là một loài bướm đêm trong họ Noctuidae.